# Tephrina dataria
Tephrina dataria är en fjärilsart som beskrevs av Walker 1861. Tephrina dataria ingår i släktet Tephrina och familjen mätare. Inga underarter finns listade i Catalogue of Life.